# Louis Roelandt
Louis Joseph Adrien Roelandt, né à Nieuport le 3 janvier 1786 et mort à Gand le 5 avril 1864, est un architecte belge qui joua un rôle important dans la diffusion des styles néoclassique et « éclectique ». En tant qu’architecte officiel de la municipalité de Gand, rôle qu’il assuma pendant près de 30 ans à partir de 1818, il détermina grandement non seulement l’aspect de l’architecture publique, mais concourut aussi, par toute une série de réalisations plus réduites, à modeler l’aspect général de cette ville au XIXe siècle. Il fut aussi à l’origine d’une multitude de bâtiments ailleurs en Belgique.

## Biographie et importance

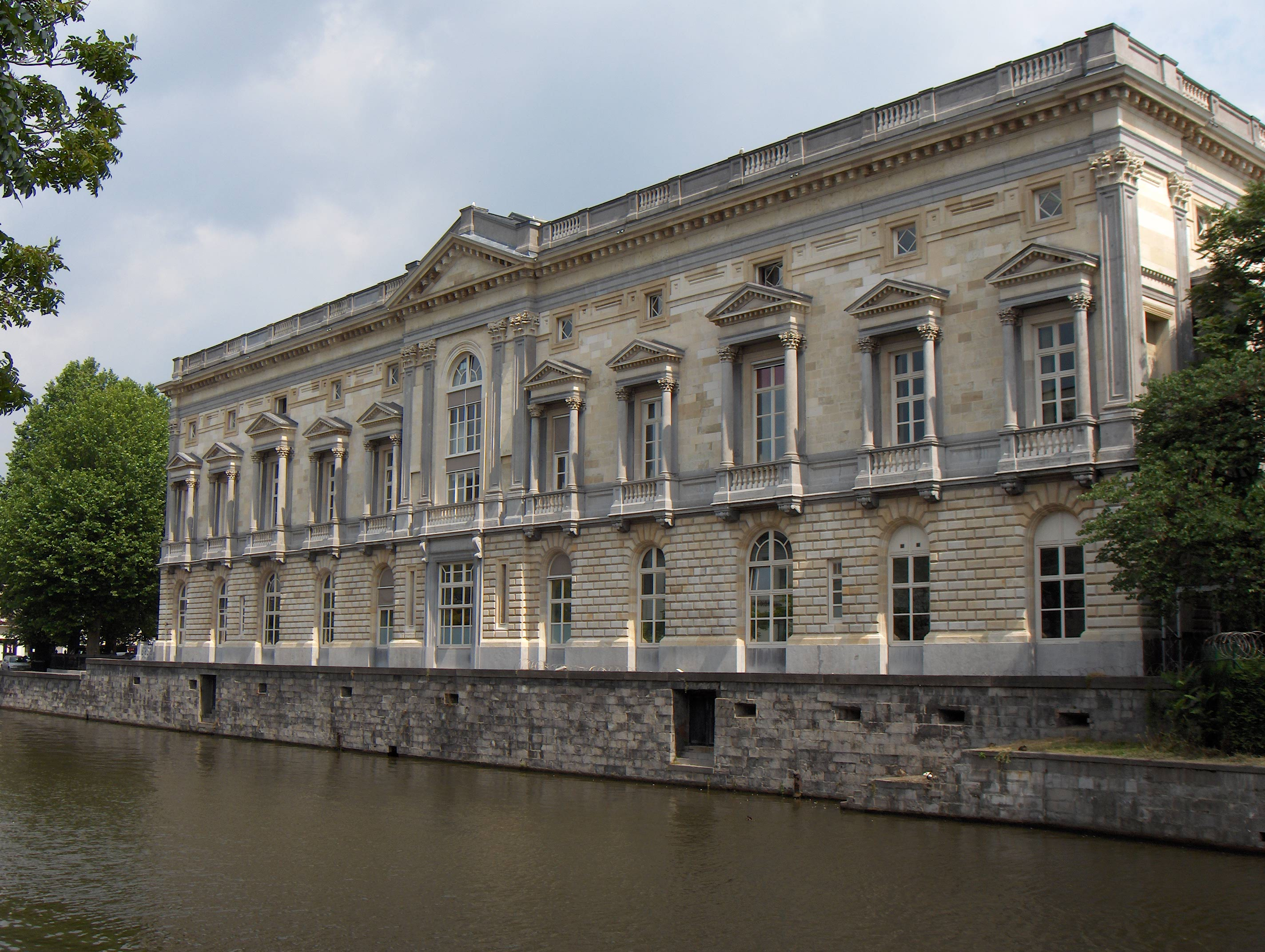
Palais de justice de Gand, œuvre de Louis Roelandt.

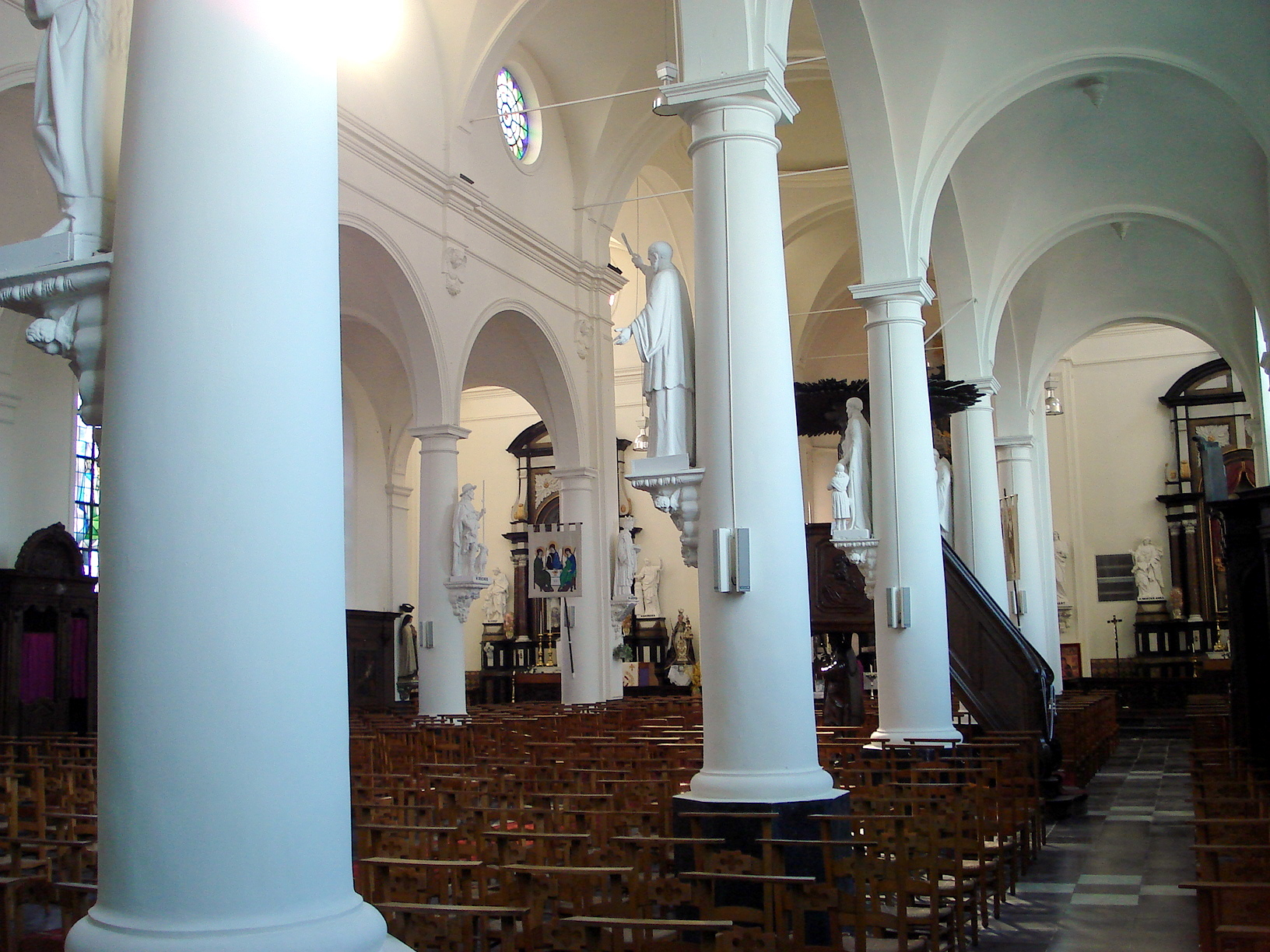
Église de Doel (Fl.-Orientale), vue intérieure depuis le collatéral droit en direction du chœur.

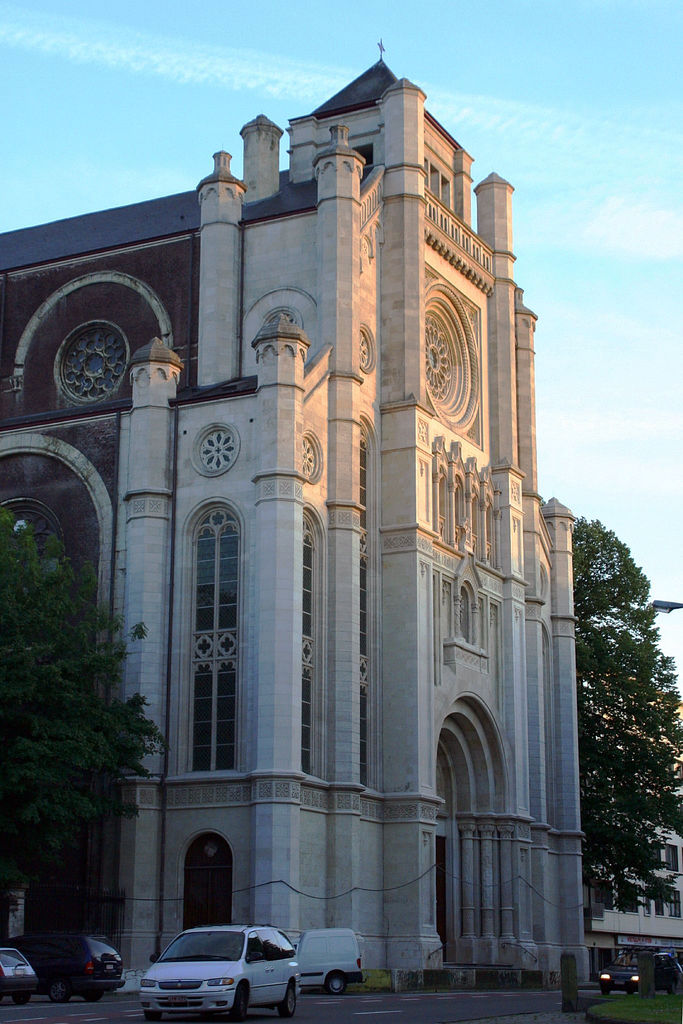
Arch. L. Roelandt : façade de l'église Sainte-Anne à Gand.

Après avoir fait des études à l’Académie des Beaux-Arts de Gand, Roelandt fut admis à suivre, à Paris, l'enseignement de Charles Percier et de Pierre-François-Léonard Fontaine, architectes de Napoléon Bonaparte.
Nommé en 1818 architecte officiel de la municipalité de Gand, Roelandt se vit, à ce titre, confier une longue série de commandes de grands édifices monumentaux et de prestige, mais réalisa par ailleurs également, à titre de créateur privé, dans cette même ville de Gand, nombre de bâtiments plus modestes, lesquels, si on les remarque moins, contribuèrent néanmoins à façonner le nouveau visage de la ville. Parmi les édifices représentatifs, il convient de citer le grand amphithéâtre de l’université de Gand, le nouveau palais de justice, avec sa splendide 'salle des pas perdus', le Casino et l’Opéra.
Ses projets, qui puisaient des éléments dans les courants historiques du passé, tels que le baroque, la Renaissance et — dans une mesure moindre — le gothique, constituaient, par rapport au style Empire, des innovations importantes, et en font un des initiateurs des styles «néo» en Belgique. Par l’impériale grandeur de son architecture et par les innovations techniques qu’il sut y intégrer, il parvint à libérer la ville de Gand de son enfermement provincial et à couler dans un moule grandiose les nouveaux desseins et les nouveaux besoins de l’époque, qui étaient avant tous ceux de la bourgeoisie gantoise ascendante, née de la récente industrialisation. Malheureusement, au cours du XXe siècle, l'on mésestima plusieurs fois la valeur de ses réalisations, et quelques-unes de celles-ci furent malencontreusement détruites, notamment le bâtiment de la Société de la Concorde, démoli en 1969.
À côté de ses activités artistiques d’architecte et son travail d’enseignant à l’Académie des Beaux-Arts et à l’université, Roelandt apporta sa part au développement industriel par la construction, en 1820, et l’exploitation d’une usine à gaz, à Gand, sur le modèle anglais, dont c’est un des premiers exemples sur le continent européen. Il était membre de la Commission royale des Monuments et des Sites ainsi que de nombreuses associations culturelles.
Parmi ses élèves les plus connus, citons Louis de la Censerie, Louis van Overstraeten (son beau-fils), et Isidore Gérard.
Sa fille Adèle Sylvie était mariée à Joseph Geefs, sa fille Mathilde-Jeanne à Louis Van Overstraeten.

## Sélection de ses œuvres
- L'Aula de l’université de Gand, Voldersstraat (ci-devant rue des Foulons) à Gand (1819-1826) : ce complexe néoclassique, avec façade à fronton et péristyle, édifié à l’emplacement d’une ancienne église de Jésuites, démolie entre 1798 et 1801, est la première œuvre d’importance de Louis Roelandt. En font partie: un escalier monumental, orné de peintures murales, et une salle de promotion en forme d’amphithéâtre.
- Opéra de Gand (1840), sur le Kouter (ci-devant place d'Armes) : ce somptueux complexe néoclassique, dont le plan, inhabituel, est en forme de L, fut édifié à l’initiative des riches industriels gantois. Il comprend trois salles de fêtes (le Foyer, la salle des Redoutes, et la salle Lully) et une salle de spectacle (la salle d'opéra proprement dite, d’une capacité, à l’origine, de 2 000 personnes). Louis Roelandt, chargé de le concevoir, fera appel à deux décorateurs parisiens renommés, Humanité-René Philastre et Charles-Antoine Cambon, afin qu’ils réalisent les intérieurs. Le résultat est une combinaison, foisonnante mais harmonieuse, d’architecture, de peinture et de sculpture, où la décoration, exubérante, semble primer sur la fonctionnalité.
- Église Sainte-Anne de Gand (néerl. Sint-Annakerk) : cet édifice, décrié par d’aucuns, fut conçu en collaboration avec J. Van Hoecke et érigée en style « éclectique », en lieu et place d’une ancienne chapelle Sainte-Anne datant du milieu du XVIIe siècle et démolie en 1865. Intérieur: importantes fresques de Th. Canneel. Le clocher est resté inachevé.
- Palais de justice de Gand (1836-1846)
- Église Sainte-Aldegonde à Deurle, près de Gand (1829)

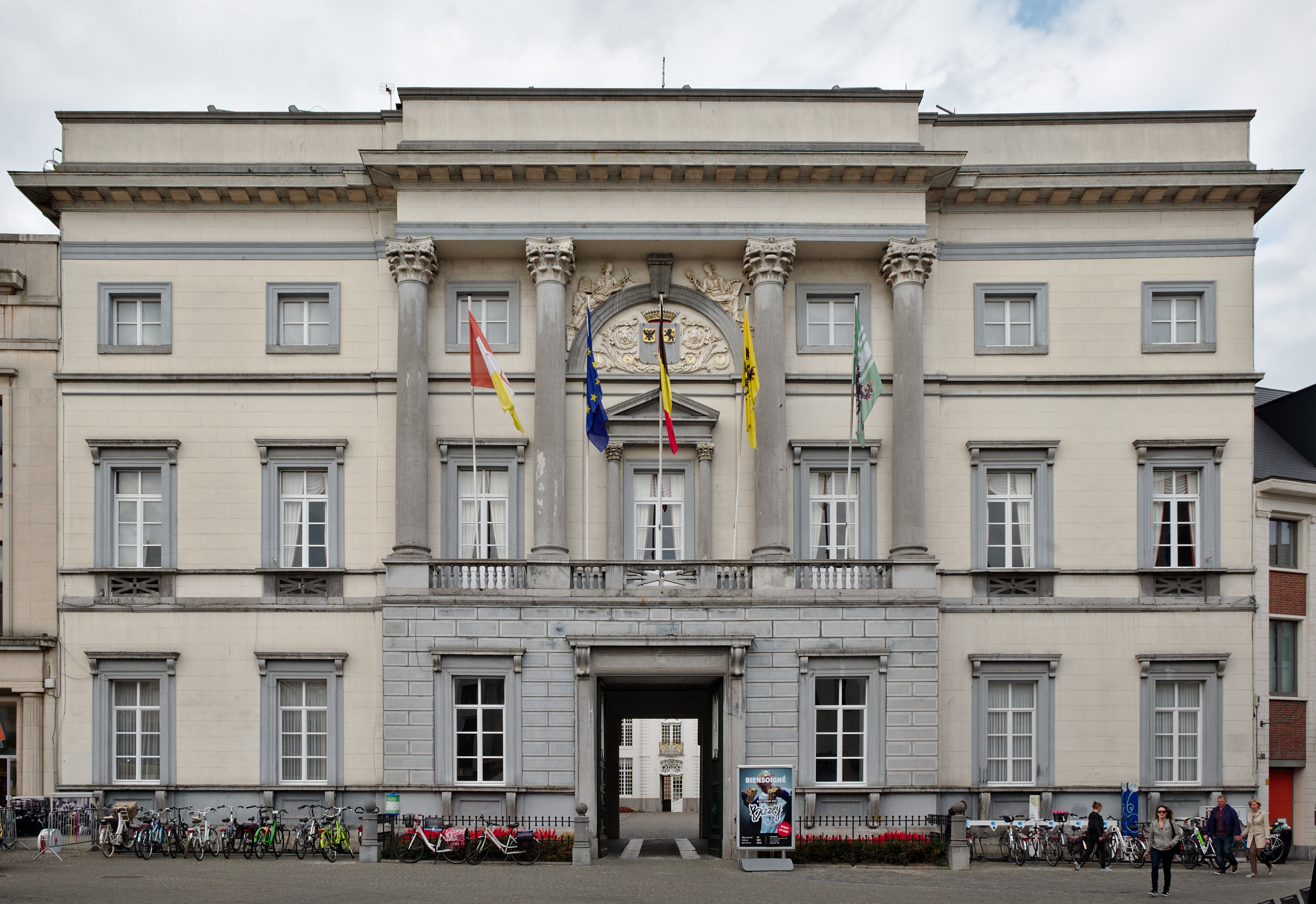
Façade et aile néoclassique de l'hôtel de ville d'Alost.

- Façade et aile néoclassique de l'hôtel de ville d'Alost. Hôtel de ville d'Alost (1825-1830) : L. Roelandt est l’auteur de l’aile néoclassique, tournée vers la grand’place, de ce complexe de bâtiments (datant, pour le reste, du milieu du XVIIe siècle, certaines parties ayant cependant été remaniées ultérieurement en style rococo).
- Hôtel de ville de Ninove (1836)
- Église Sainte-Catherine de Sinaai (transformation et agrandissement d’un édifice plus ancien, 1841-44)
- Église Notre-Dame (néerl. Onze-Lieve-Vrouwkerk) de Saint-Nicolas (1844) : cette église aujourd’hui classée, au clocher couronné d’une coupole dorée (la madone monumentale haute de 6 m. qui le surmonte est du sculpteur F. Van Havermaet), fut réalisée par L. Roelandt en collaboration avec son gendre Louis van Overstraeten. Le mobilier est dû principalement à Roelandt lui-même : autels, jubé, etc.
- Église et Salle académique du Petit Séminaire de Saint-Trond (1843-1846) : dans la décennie 1840, Louis Roelandt était très actif dans la ville de Saint-Trond. Il se vit confier la rénovation de l’abbaye de Bénédictins, sise au cœur même de cette petite cité, et vendue, puis démolie à la suite de la Révolution française. De la vaste église abbatiale ne subsistait alors que le clocher (partie inférieure — le narthex — en style roman et gothique, partie supérieure néoclassique datant de 1779, et comble baroque), auquel Roelandt fit adjoindre en 1843, à l’emplacement de la vaste nef disparue, une petite église néoclassique (51m sur 27), la Seminariekerk. L’ensemble fut ravagé par un incendie en 1975, mais le clocher a été entièrement restauré (à l'exception de la flèche, remplacée par une plate-forme panoramique) par la municipalité trudonnaire. Entre 1843 en 1845, Roelandt construisit également, sur le même site, la Salle académique (néerl. Academiezaal) : de forme octogonale, elle se prête à merveille, de par ses qualités acoustiques, aux représentations de musique de chambre.

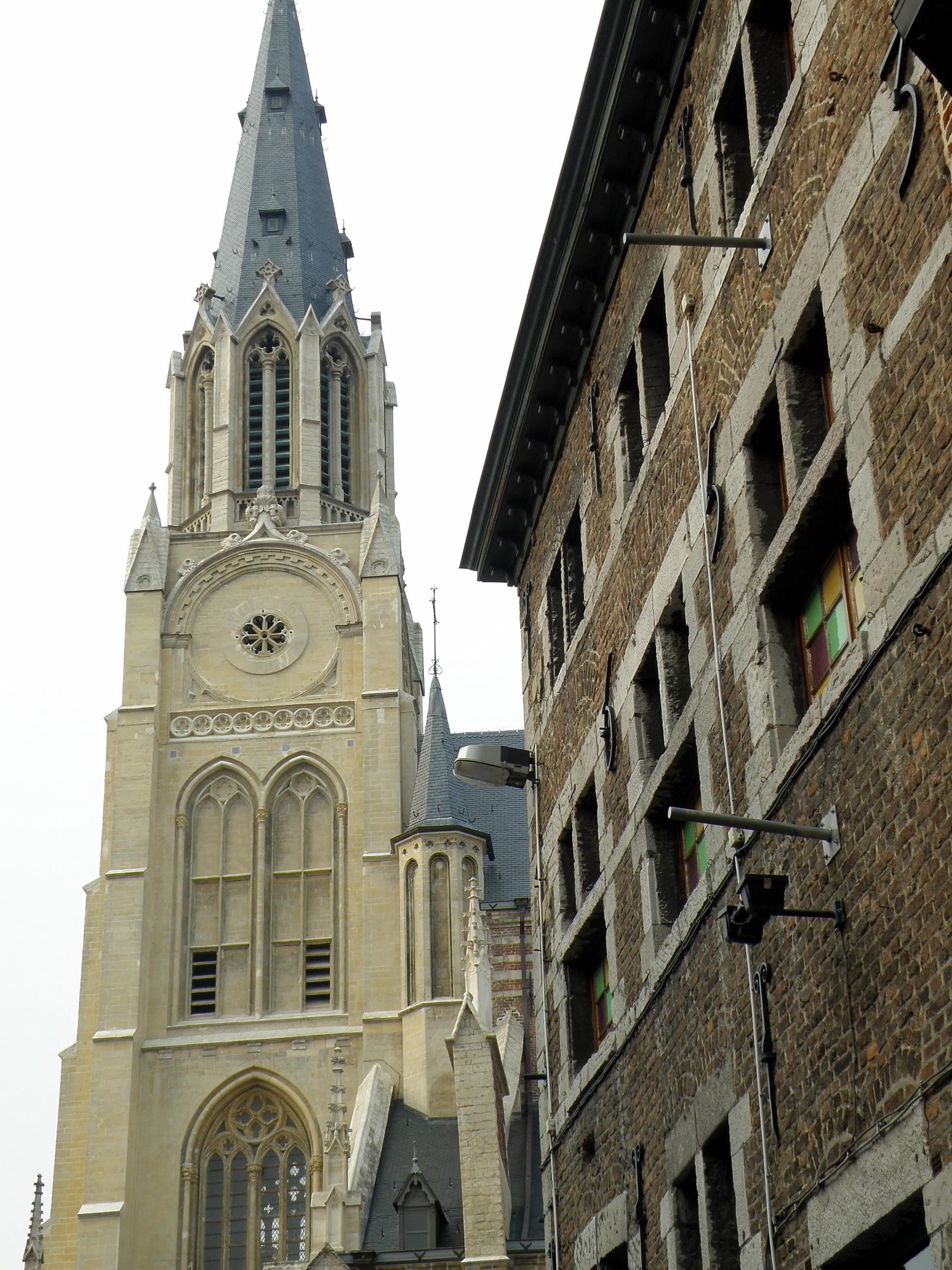
Église Notre-Dame de Saint-Trond : clocher néogothique de Louis Roelandt.

- Église Notre-Dame de Saint-Trond : clocher néogothique de Louis Roelandt. Clocher de l’église Notre-Dame de Saint-Trond (1847-1853) : Roelandt dirigea les travaux de restauration de cette église gothique (chœur du XIVe siècle, nef du XVe), et conçut en 1853, en style néogothique, un clocher occidental destiné à remplacer l’ancien clocher de la 1re moitié du XVIe siècle, écroulé en 1668.
- Église Notre-Dame de l’Assomption (néerl. Onze-Lieve-Vrouw-Tenhemelopneming) à Doel (1851-1854) : cet édifice de style néoclassique, à trois nefs, est l’église paroissiale de ce petit village de marais aujourd’hui menacé de disparition, car gênant l’expansion du port d’Anvers. Le bâtiment cependant est classé.